# УСТ Стріла (Фірнсберг)
УСТ «Стріла» (Українське Спортове Товариство «Стріла») — українське спортивне товариство з німецького поселення Фірнсберг.
«Стріла» з Фірнсберґу (біля Регенсбургу) існувала в 1946 році, але правно була неоформлена. Через брак спортсменів (малий сільський табір з 200 українцями) самоліквідувалася. Участі в змаганнях РФК не брала.